# Hierapytna

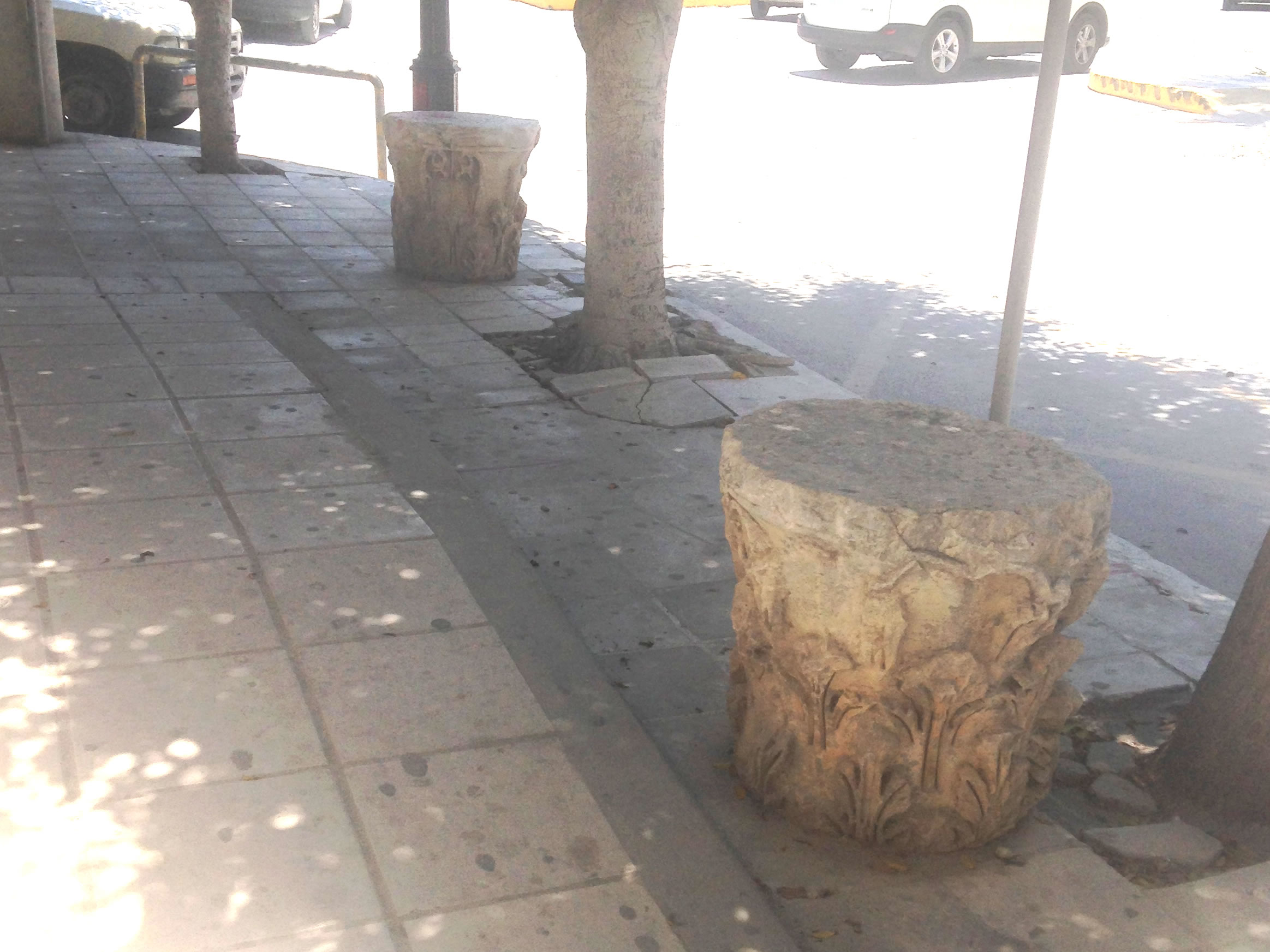
Korinthische Kapitelle in Ierapetra

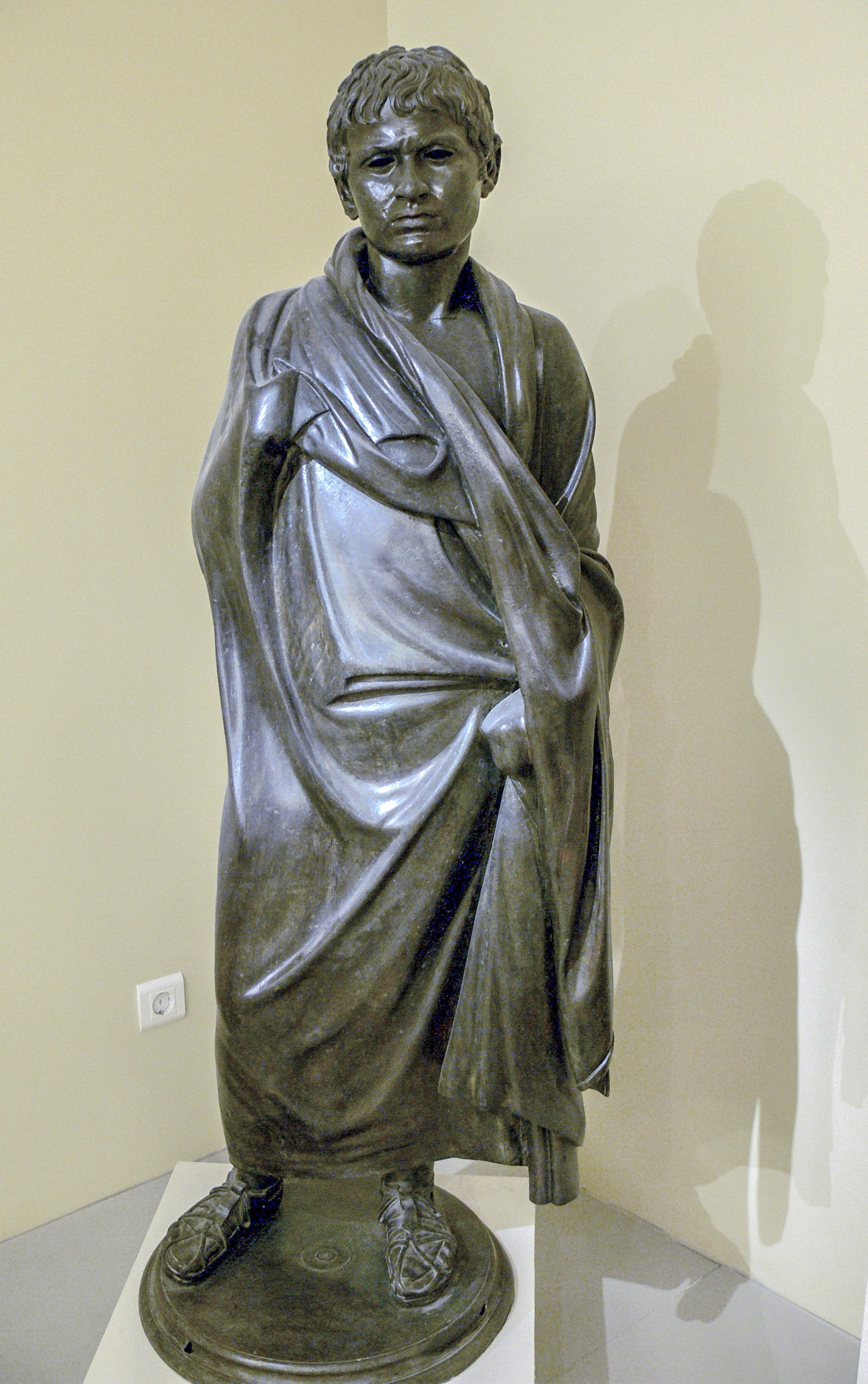
Bronzestatue aus Hierapytna

Hierapytna war eine antike griechische Stadt auf Kreta, das heutige Ierapetra. In der Antike war sie eine der wichtigsten Städte Kretas.

## Geschichte
Die Stadt liegt an der Südküste von Kreta, in der Osthälfte der Insel. Es gibt kaum Hinweise auf vorgeschichtliche Besiedlung der Stadt. Die antike Stadt soll eine dorische Gründung gewesen sein. Zahlreiche Einwohner hatten wahrscheinlich einen eteokretischen Hintergrund. Als Gründer wird ein gewisser Kyrbas aus Rhodos genannt. Der älteste archäologische Fund aus der Stadt ist eine rotfigurige Amphore aus dem fünften Jahrhundert v. Chr. Ab dem vierten Jahrhundert v. Chr. prägte die Stadt eigene Münzen. Aus hellenistischer Zeit sind einige Verträge erhalten, in denen die Stadt genannt wird. In dieser Epoche scheint Hierapytna eine demokratische Verfassung gehabt zu haben. Die Hauptgötter der Stadt waren Apollo Dekataphoros, Athena Polias und verschiedene Erscheinungsformen des Zeus.
In dem Krieg der Jahre 204–201 v. Chr., in den zahlreiche kretische Städte verwickelt waren, griff die Flotte der Stadt Kos und Kalymnos an. Kurz darauf (201–200 v. Chr.) wechselte die Stadt die Seiten und unterstützte Rhodos. Zwischen den Jahren 145 und 140 v. Chr. eroberte Hierapytna die östliche Nachbarstadt Praisos. Die folgenden Jahre sahen auch einen Konflikt mit der Stadt Itanos.
Bei der römischen Eroberung Kretas durch Quintus Caecilius Metellus Creticus war Hierapytna die letzte Stadt, die 66 v. Chr. erobert werden konnte. In römischer Zeit blühte sie und gehörte zu den größten Städten Kretas. Aus der Spätantike stammt eine Kopie des Höchstpreisediktes des Diokletian. Die Stadt war Sitz eines Bischofs. Auf der spätantiken Tabula Peutingeriana ist Hierapytna (hier als Hiera bezeichnet) nur eine von vier Städten Kretas, die genannt werden; die anderen sind Cydonea, Cortina und Cisamos.

## Archäologie
Von der antiken Stadt ist heute nicht mehr viel erhalten. Reisende des 15. bis 19. Jahrhunderts sahen noch zwei Theater, ein größeres und ein kleineres, ein Amphitheater, ein Bad und einen Aquädukt. Reste einer Stadtmauer sind dokumentiert. Anhand moderner Rettungsgrabungen kann vermutet werden, dass sich die Stadt etwa 1,45 km entlang der Küste zog und ein Areal von etwa 150 ha einnahm. Anhand dieser Grabungen kann vermutet werden, dass sie einen schachbrettartigen Stadtplan hatte. Bei den Grabungen kamen auch diverse Häuser zu Tage, in einem fand sich ein großes Mosaik. Es konnte ein Friedhof des ersten und zweiten nachchristlichen Jahrhunderts mit 62 Bestattungen ausgegraben werden.